# Prey (película de 2022)
Prey (conocida como Depredador: La presa en Hispanoamérica) es una película de acción y ciencia ficción estadounidense dirigida por Dan Trachtenberg. Es la quinta entrega de la franquicia de Depredador y una precuela de las primeras cuatro películas. La película está protagonizada por Amber Midthunder, Dakota Beavers, Dane DiLiegro, Stormee Kipp, Michelle Thrush y Julian Black Antelope.
Prey fue lanzada por 20th Century Studios el 5 de agosto de 2022 en Hulu en Estados Unidos y Disney+ en el resto del mundo.

## Argumento
En septiembre de 1719, en las Grandes Llanuras, Naru, una joven comanche entrenada por su madre Aruka como curandera, sueña con convertirse en una gran cazadora como su hermano, Taabe. Mientras rastrea ciervos con su perro Sarii, ve una nave de Depredador en las nubes, que ella compara con el pájaro del trueno, y lo toma como una señal para probarse a sí misma. Taabe acepta traerla para que se una al grupo de búsqueda del puma que atacó a uno de los cazadores de la tribu, pero sólo para que pueda proporcionarle tratamiento médico si encuentran al cazador vivo. Recuperan al cazador herido y parten, aunque Taabe se queda para encontrar y matar al gran felino.
Los voyageurs franceses, encargados de matar y despellejar a los bisontes, encuentran a Naru y la atan. Su traductor, Raphael Adolini, interroga a Naru sobre el Depredador, con cuya especie está familiarizado. Cuando ella se niega a hablar, el viajero principal revela que tiene cautivo a Taabe y lo tortura antes de utilizar a ambos hermanos como cebo para el Depredador. Mientras está atado a un árbol, Taabe admite a su hermana que ha debilitado al puma, lo que le permite matarlo. El Depredador mata a la mayoría de los franceses mientras Taabe y Naru escapan. Naru rescata a Sarii del campamento y se topa con un Raphael moribundo, que le enseña a usar su pistola de pedernal a cambio de un tratamiento médico para su pierna cortada. Naru le da hierbas que reducen el calor de su cuerpo para frenar la hemorragia. Cuando llega el Depredador, Raphael se hace el muerto y Naru se da cuenta de que la criatura no puede verle. Después de pisar a Raphael, éste grita, momento en el que el Depredador lo mata.
Taabe llega a caballo para rescatar a Naru. Juntos debilitan al Depredador, pero éste mata a Taabe. Naru huye y encuentra al líder francés superviviente. Lo noquea, le corta una pierna y le da una pistola descargada antes de comerse las hierbas para ocultar su calor corporal, provocando que el Depredador mate al viajero. Utiliza la pistola de Raphael para tender una emboscada a la criatura y le quita la máscara de láser. Roba el dispositivo y huye al bosque.
Naru atrae al Depredador a un pozo de barro antes de utilizar la máscara de la criatura para utilizar su propia arma de proyectiles contra ella, matando al Depredador al instante. Naru le corta la cabeza y se pinta la cara con su sangre verde brillante. Ella lleva la cabeza como trofeo y la pistola de pedernal a su tribu, donde es declarada la nueva Jefa de Guerra. Naru informa a su tribu que es hora de que se vayan. 
Durante el comienzo de los créditos finales, la narrativa se resume en una serie de pinturas de arte contable que terminan con una representación de tres de las naves alienígenas de los hermanos del Depredador descendiendo hacia la tribu.

## Reparto
- Amber Midthunder como Naru[3][1]
- Dakota Beavers como Taabe[4][5][6]
- Dane DiLiegro como el Depredador[4][5][6]
- Michelle Thrush como Aruka, madre de Naru y Taabe
- Julian Black Antelope[7] como Jefe Kehetu
- Coco como Sarii
- Stormee Kipp como Wasape
- Mike Paterson como Big Beard
- Bennett Taylor como Raphael Adolini
- Nelson Leis como Waxed Mustache

## Producción

### Desarrollo
La película comenzó a desarrollarse durante la producción de la película Predator anterior, titulada El Depredador, cuando Dan Trachtenberg y un escritor se acercaron al productor John Davis, con un concepto que habían estado conceptualizando desde 2016. La entonces presidenta de 20th Century Studios, Emma Watts, aceleró el desarrollo de la película antes de su renuncia en enero de 2020. Fue concebida como una película con clasificación R.
En diciembre de 2019, la película estaba inicialmente en secreto, con el nombre de Skulls. Según los informes, la película iba a "seguir a una mujer comanche que va en contra de las normas y tradiciones de género para convertirse en guerrera". Iba a ser dirigida por Trachtenberg, con un guion de Patrick Aison.
En noviembre de 2020, se reveló que el título Skulls era en realidad un nombre en clave para una quinta entrega de la franquicia Predator, con el mismo equipo creativo trabajando en la película. No se esperaba que se correlacionara con los eventos de la entrega anterior. Tras el anuncio, Trachtenberg indicó que la intención original era comercializar la película sin ninguna referencia a Predators, algo que ya no es posible con la confirmación del lugar de la película en la franquicia. En mayo de 2021, Amber Midthunder fue elegida para protagonizar. El 12 de noviembre de 2021, en el Disney+ Day, la película recibió el título Prey, y se anunció para un lanzamiento a mediados de 2022 en Hulu y Disney+ a nivel internacional.
El director Dan Trachtenberg explicó que su objetivo para la película era volver a las raíces de la franquicia: "el ingenio de un ser humano que no se da por vencido, que es capaz de observar e interpretar, básicamente ser capaz de vencer a un ser más fuerte, más fuerza poderosa y bien armada".

### Filmación
Se esperaba que la filmación ocurriera en Calgary, Alberta, Canadá, en 2021. En julio de 2021, Davis reveló que la película estaba oficialmente terminada en tres cuartas partes. En septiembre de ese año, el director de fotografía Jeff Cutter confirmó que el rodaje había terminado, además del casting de Dakota Beavers y Dane DiLiegro.

### Idioma comanche
Cuando el tráiler completo debutó el 7 de junio de 2022, presentaba al elenco hablando en idioma comanche con subtítulos en inglés. El director Dan Trachtenberg dio una entrevista con SlashFilm el mismo día, explicando que tuvieron problemas durante un tiempo con "La caza del octubre rojo", donde se presentó a la tripulación de un submarino ruso hablando en ruso, pero luego la película pasa a retratarlos hablando en inglés. para el beneficio de la audiencia: consideraron hacer algo similar al principio, comenzando con el elenco hablando comanche pero luego cambiando al inglés, pero finalmente sintieron que realmente no funcionó. En cambio, Trachtenberg explicó que la película fue filmada en inglés y comanche, con todo el elenco interpretando un doblaje alternativo de la película totalmente comanche. Debido a que la película se estrena a través de Hulu, el público puede elegir qué versión de idioma ver en el servicio de transmisión.

### Criatura
La criatura que encarna DiLiegro representa a un Depredador algo distinto a la de las entregas anteriores. Sigue siendo un ser de elevada estatura, muy ágil, violento e inteligente que posee una tecnología avanzada y eso lo hace aún más difícil de vencer.
Posee la capacidad del camuflaje invisible, visión en el espectro infrarrojo que le permite detectar calor y aunque porta armas de avanzada tecnología para esa época, son diferentes en apariencia a las vistas en entregas anteriores, siendo estas algo más rústicas (carece por ejemplo de un cañón de plasma orientable en su hombro). La fisonomía del yautja fue concebida para crear más terror, las mandíbulas, su sangre sigue siendo verde fosforescente, el aspecto óseo de su cabeza es aún más aterrador y todas sus fintas son mucho más violentas y con resultados en batalla que produce espanto y repulsión.

## Estreno

### Streaming
La película se estrenó el 5 de agosto de 2022 en Hulu en los Estados Unidos, en Disney+ Hotstar en India y los territorios del sudeste asiático, en Star+ en Latinoamérica y en Disney+ en otros territorios internacionales.
| Plataforma             | Territorio                                              |
| ---------------------- | ------------------------------------------------------- |
| Hulu                   | Estados Unidos                                          |
| Star (Disney+) Disney+ | Mancomunidad de Naciones Espacio Schengen Unión Europea |
| Star+                  | América Latina                                          |
| Disney+ Hotstar        | Subcontinente indio                                     |

### Clasificación
A pesar de haber sido concebida para tener una clasificación R, Davis dijo que la película podría cortarse para lograr una clasificación PG-13. En junio de 2022, Tranchberg reveló que la película tendría una clasificación R.

## Recepción
Prey recibió reseñas generalmente positivas de parte de la crítica y de la audiencia. En el sitio web especializado Rotten Tomatoes, la película posee una aprobación de 93%, basada en 270 reseñas, con una calificación de 7.7/10, mientras que de parte de la audiencia tiene una aprobación de 73%, basada en más de 500 votos, con una calificación de 3.7/5.
El sitio web Metacritic le dio a la película una puntuación de 71 de 100, basada en 43 reseñas, indicando "reseñas generalmente favorables". En el sitio IMDb los usuarios le asignaron una calificación de 7.2/10, sobre la base de 186 904 votos, mientras que en la página web FilmAffinity la cinta tiene una calificación de 6.1/10, basada en 10 098 votos.